# Festival de Design de Londres

Le festival de Design de Londres (en anglais "London Design Festival") est un événement qui se déroule à la grandeur de la ville de Londres sur neuf jours durant le mois de septembre. Conçu par John Sorrell et Ben Evans en 2003 avec l'idée de créer un événement annuel pour promouvoir la créativité de la ville, attirant les concepteurs, les praticiens, les détaillants et les éducateurs du pays pour offrir une célébration diversifiée dans le domaine du design.
Le programme du festival est composé de plus de 400 événements et expositions organisés par plus de 300 organisations partenaires. Le festival créer également ses propres projets et produit un guide chaque année contenant des informations sur ses activités.
Le nombre des festivaliers présents a été estimé pour l'année 2015 à plus de 375 000 personnes en provenance de plus de 75 pays et l'évènement a fait appel à la participation de plus de 2000 entreprises cette année-là.